# ایستگاه متروی هینوت
ایستگاه متروی هینوت (انگلیسی: Hainault tube station) یکی از ایستگاه‌های متروی لندن است.
این ایستگاه که در منطقه ردبریج لندن قرار دارد در سال ۱۹۰۳ تأسیس شده و جزئی از خط مرکزی متروی لندن است.

## نگارخانه

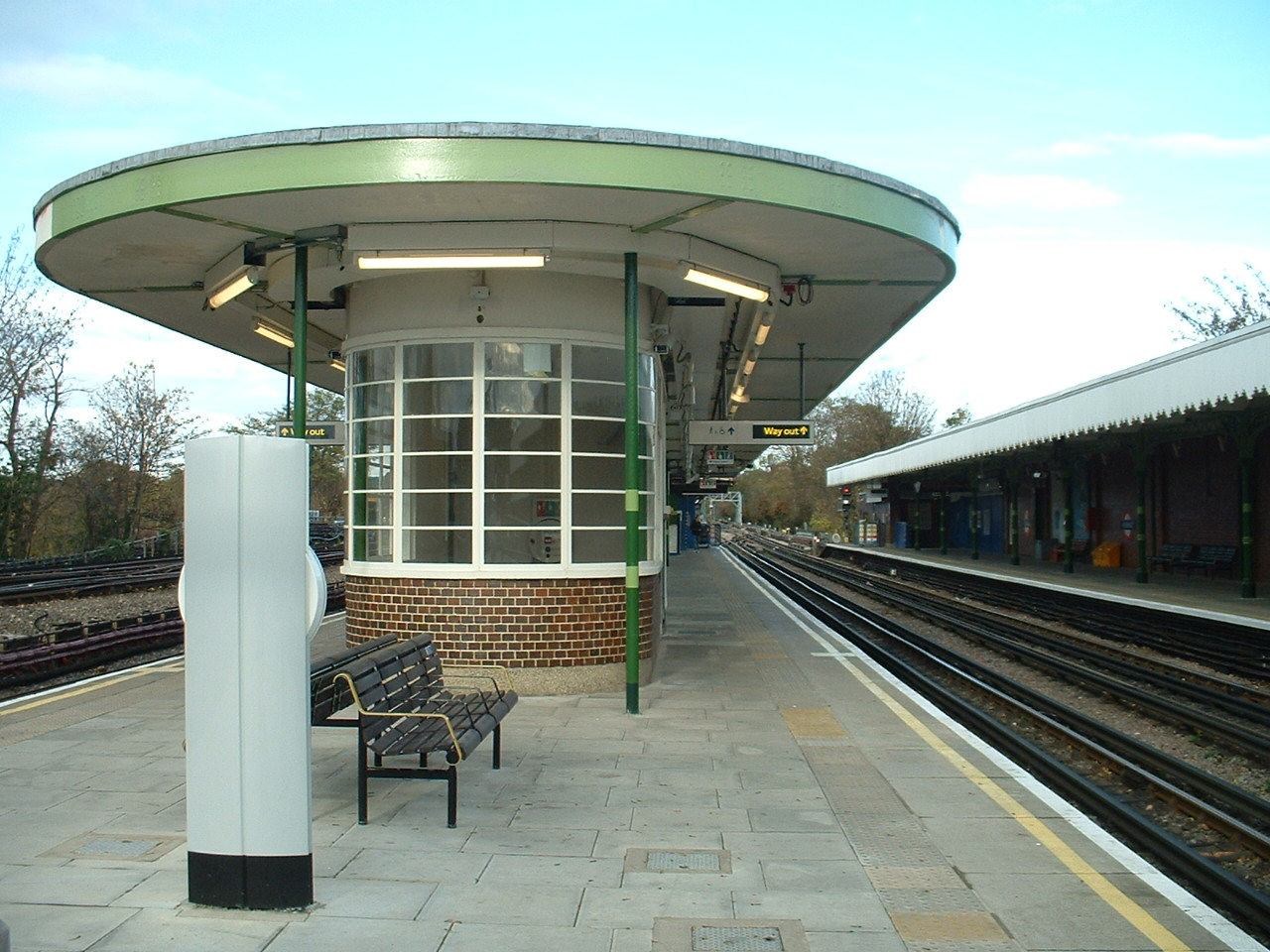
Island platform looking north with 1930s style shelter. Platform 1 is on the far right.
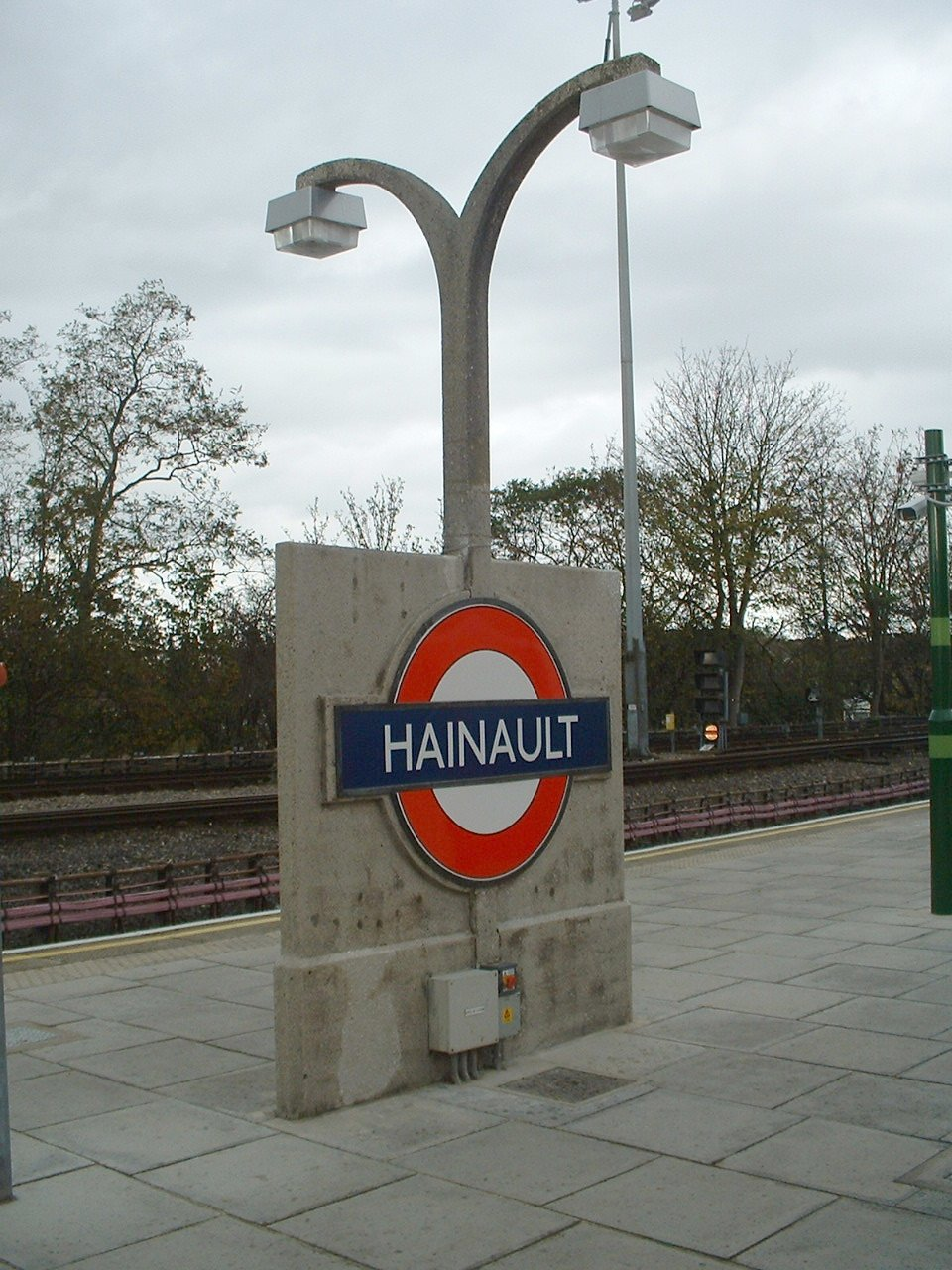
Roundel on platform 2
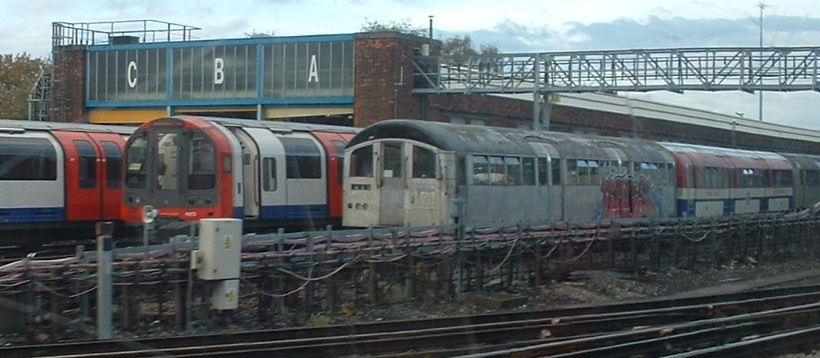
A 1962 stock at Hainault Depot. It is in use as a Departmental stock.